# Киршрот
Ки́ршрот (нем. Kirschroth) — община в Германии, в земле Рейнланд-Пфальц.
Входит в состав района Бад-Кройцнах. Подчиняется управлению Бад Зобернхайм. В 2010 году численность населения составляла 282 человека. В настоящее время, в коммуне проживает 291 человек. Занимает площадь 7,64 км².
На территории коммуны преобладает морской климат.

## Население
| Год  | Численность | Численность |
| ---- | ----------- | ----------- |
| 1975 | 288         | [ 6 ]       |
| 2017 | 262         | [ 1 ]       |
| 2019 | 262         | [ 7 ]       |
| 2021 | 277         | [ 8 ]       |
| 2022 | 294         | [ 9 ]       |
| 2023 | 269         | [ 2 ]       |